# Bonnechere Provincial Park
Bonnechere Provincial Park är en park i Kanada.   Den ligger i provinsen Ontario, i den sydöstra delen av landet, 150 km väster om huvudstaden Ottawa. Bonnechere Provincial Park ligger 172 meter över havet.
Terrängen runt Bonnechere Provincial Park är huvudsakligen platt, men åt sydväst är den kuperad. Bonnechere Provincial Park ligger nere i en dal. Runt Bonnechere Provincial Park är det mycket glesbefolkat, med 3 invånare per kvadratkilometer.. 
I omgivningarna runt Bonnechere Provincial Park växer i huvudsak blandskog.